# Трансатлантичний екзопланетний огляд
Трансатлантичний екзопланетний огляд (англ. Trans-Atlantic Exoplanet Survey), чи TrES — проєкт виявлення екзопланет у яскравих зірок з використанням відносно недорогих телескопів.
У проєкті беруть участь три 4-дюймові (10-сантиметрові) телескопи, розташовані в Обсерваторії Ловелла, Паломарській обсерваторії і на Канарських островах, об'єднаних в одну мережу. Пошук екзопланет ведеться транзитним методом. Комплекс використовує 4-дюймові камери з ПЗС-матрицями та програми автоматичного пошуку. Даний проєкт був створений Девідом Шарбонно з Гарвард-Смітсонівського центру астрофізики, Тімоті Брауном з Національного центру атмосферного дослідження та Едвардом Данхем з обсерваторії Ловелла.

## Відкриття планети
До теперішнього часу в рамках проєкту TrES було виявлено 5 планет. Всі вони знайдені транзитним методом. Примітно, що в документах про відкриття не використовується суфікс «б», який зазвичай позначає позасонячні планети. 

### Схожі проєкти
Телескоп XO

- Проєкт HATNet
- SuperWASP

### Прилади, що досліджують екзопланети
- COROT — космічний телескоп ЕКА
- Кеплер — супутник НАСА